# Dordogne (rzeka)
Dordogne – rzeka w południowej Francji o długości 490 km. Powierzchnia dorzecza wynosi 23 870 km².
Jej źródła znajdują się w Masywie Centralnym, na stokach Puy de Sancy, na wysokości 1680 m n.p.m. W górnym biegu Dordogne zbudowano kilka zapór. Początkowo płynie w kierunku południowo-zachodnim, a później – zachodnim. W pobliżu Bordeaux łączy się z Garonną, tworząc estuarium, zwane Żyrondą. Dorzecze Dordogne jest asymetryczne z większymi prawymi dopływami, m.in. Isle i Dronne.
Ważniejsze miejscowości nad Dordogne to: Mont-Dore, Bourboule, Argentat, Bort-les-Orgues, Souillac, Beynac-et-Cazenac, Bergerac, Sainte-Foy-la-Grande i Libourne.
Na Dordogne i powstałych zbiornikach wodnych uprawianych jest wiele sportów wodnych.